# Zbigniew Lengren

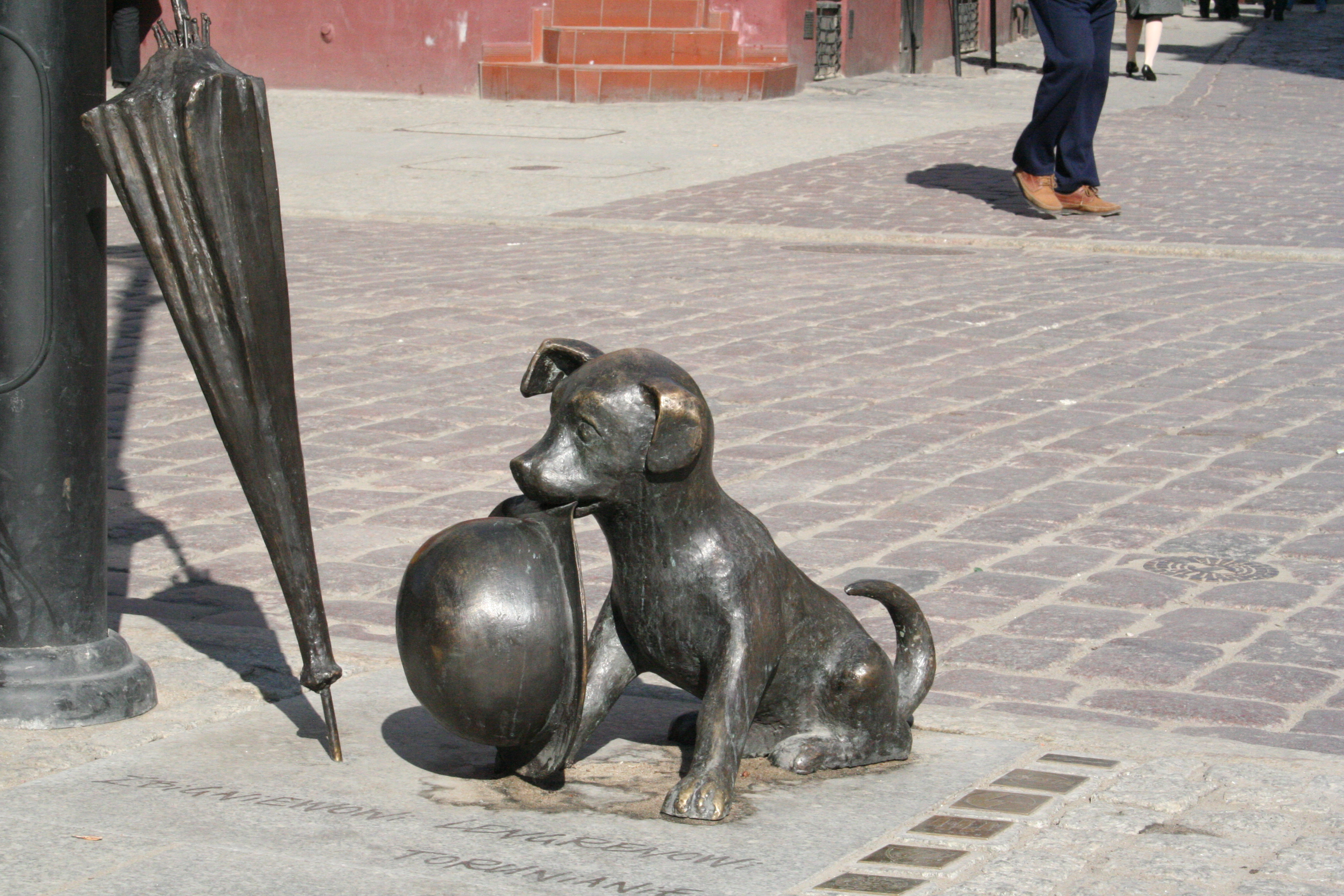
Professor Filuteks Hündchen Filuś als Denkmal für Zbigniew Lengren auf dem Altstädtischen Markt in Thorn

Zbigniew Lengren (* 2. Februar 1919 in Tula; † 1. Oktober 2003 in Warschau) war ein polnischer Karikaturist, Grafiker, Illustrator und Dichter.

## Leben
Seine Kindheit verbrachte Lengren in Thorn, wo sein Vater Juliusz Vertreter des schwedischen Unternehmens Ericsson war, und studierte später an der Fakultät der Schönen Künste der dortigen Universität.
Als Karikaturist debütierte er 1944 in der Zeitschrift Stańczyk. Seit 1946 veröffentlichte er seine Karikaturen in der Zeitschrift Przekrój, der er über 50 Jahre lang treu blieb. Seine berühmteste Figur, mit der er auch in Deutschland bekannt wurde, ist der zerstreute Professor Filutek, der von seinem Hündchen Filuś aus so mancher üblen Lage gerettet werden muss.
Lengren war in Polen auch als Lyriker, der besonders Gedichte für Kinder schrieb, bekannt. Eines seiner Bücher erschien unter dem Titel Schwarze, weiße und gestreifte Kinder als Nachdichtung durch James Krüss im Kinderbuchverlag Berlin. Als Illustrator schuf Lengren die Bilder zu den polnischen Ausgaben der Doktor-Dolittle-Bücher. In Westdeutschland veröffentlichte Lothar-Günther Buchheim in seinem Privatverlag ein Professor-Filutek-Buch.
Von polnischen Kindern wurde Lengren mit dem Orden des Lächelns (Order Uśmiechu) ausgezeichnet.